# Сеок
Сео́к (алт. , хак. и шор. сӧӧк; тув. сөөк, сиб. 
сөйәк) — род у алтайцев, тувинцев, хакасов, шорцев и сибиров, группа людей, осознающих общность своего происхождения по мужской линии. 

## Тувинские
У восточных тувинцев (тоджинцев) вплоть до начала XX в. сохранялись экзогамные роды (сёёк), следы родоплеменного деления существовали и у западных тувинцев.

## Шорские
В составе шорской национальности насчитывалось 17 сеоков. Наиболее многочисленными из них были Челей, Таеш, Шор, причем сеок Шор подразделялся на три кровнородственных рода.
Шорцы включают в себя только 14 (а не 17) родов: 
1. шор (с подразделениями кара-шор, сары-шор, ак-шор),
2. таеш (таяш или узют-шор), 3. кечин, 4. кый (кой),
3. кобый,
4. кызай (кызыл-кая),
5. карга (сунг-карга и танг-карга),
6. челей (селей),
7. чедибер (четтибер, итебер),
8. калар,
9. аба (таг-аба и кара-аба),
10. себи,
11. тарткын,
12. кереш.

## Хакасские
В XIX в. хакасский народ состоял из следующих племенных групп: качинцы (хаас), койбалы (хойбал), кызыльцы (хызыл), сагайцы (сагай), бельтыры (пилтир) и бирюсинцы (пурус), которые разделялись более чем на 150 сеоков.

## Алтайские
По переписи 1897 года у алтайцев насчитывалось 68 сеоков.
У южных алтайцев насчитывается около 30 сеоков. Наиболее многочисленными родами являются сеоки кыпчак, толос, тодош, майман, иркит.
Самые многочисленные алтайские сеоки — Тёлёс, Кыпчак, Майман, Тодош, Иркит, Мундус, Сойон.
- У алтай-кижи зарегистрированы следующие сеоки: Аара, Алмат, Байлагас, Богускан, Бурут, Дьабыр, Дьарык, Дьети-сары, Дьус (Юсь), Иркит, Каал, Кергил, Коболы, Комдош, Кöжö (алт. Кöжö), Кыпчак, Кыргыз, Майман, Мерет, Меркит, Могол (Моол), Моодор, Мундус, Оочы, Олук (алт. öлук), Сагал (саал), Сарт, Сойоҥ, Суузар, Сёлук (алт. Сöлук), Танды, Тогул, Тодош, Тонжоон, Торбот (алт. тöрбöт), Тёлёс, Тумат, Улуп (Юлюп), Чагандык, Чапты, Чорос, Элик;
  - сёок «Кыпчак» состоит из 9-ти подразделений: Котон-Кыпчак, Казак-Кыпчак, Сурас-Кыпчак, Тумат -Кыпчак и др.[5];
- У теленгитов — Алмат, Бурут, Дьябак, Иркит, Кергил, Котты, Ак-Кёбёк, Кара-Кёбёк, Сары-Кёбёк, Моол-Кёбёк, Тас-Кёбёк, Кыпчак, Майман, Могол (Моол), Мундус, Меркит, Ойрот, Оочы, Оргончы, Сагал (Саал), Сарт, Сойоҥ, Тонжоон, Торгул, Тёлёс, Улан, Чалман, Чорос;
- У тубаларов (туба, йыш-кижи) — байлагас, дьабыр, дьагырык, дьибер, дьууты, дьус (юсь), кергил, комдош, кузень (кюзен), мундус, салгылар, саҥмай, сарылар, сойоҥ, таҥды, тиргеш, тогул, тон (тоон), чагат, чийген, чыгал, чыгат, шор;
- У кумандинцев (къуманды, къубанды) — алтына куманды, калар, караба, керсагал, кузен, куманды, найман (тайман), оре куманды, со (солу), табыска, оре табыска, тастар (суг тастар, таг тастар), тоон, тонгул, чедыбер, челей, чоот, шабат (алтына шабат, оре шабат);
  - П. И. Каралькин упоминает о двенадцати сеоках кумандинцев: атына-куманды, калар, оре-куманды, тастар, тон/тоон/тонар, тонгул, чаты, челей, четыбер, шабат/чебат, алтына-шабат, орешабат. Из этого перечня сеоки калар, тонгул, четыбер и шабат не признавались кумандинцами как исконные, так как вошли в их состав позднее.
  - Н. П. Дыренкова зафиксировала у кумандинцев десять родов-сеоков: алтына-куманды, калар, кузен, оре-куманды, тастар, тонгул, чедыбер, челей, чоты, шабат[6].
- У челканцев (куу кижи) — акпаш, аксак, алыйан, бардыйак, боктарак, каратувен, карга, кертеҥ, кожо, колщаш, кöрöкöй, кузен, кызыл-кööс, ньондыкой, сарт, тарты кезе, телвищ, тьеткер; Челканцы разделялись на два сеока, которые по челкански именовались: Чалканыг и Шакшылыг[4]
- У телеутов — торо, очы, меркит, тумат, чорос, кыпчак, сарт, найман (майман), тöлöс, торгул, мундус, тодош, бурут, чалман;
- У шорцев — кызай (кызыл-кая), таяш, кый, кара-шор, сарыг-шор, карга, чедебыс, конгы, койы, челей, себе, тартктын, уста, кобый, аба, таган, кереш, бар-соят, шалкал, беш-бояк;
- У шорцев, живущих смешанно с телеутами в северных отрогах Кузнецкого Алатау — к западу от р. Томи — ач-кештим, торгул, комнош, камлар, ачин и шю.

Знание своего сеока остается высоким среди алтайцев и составляет 72 %. Среди алтайцев — 83,9 %, кумандинцы — 22,2 %, тубалары 76,3 %, челканцы — 88,0 %
| Административное деление на конец XIX века                 | 1-я группа | 2-я группа                                              | 3-я группа                        | 4-я группа                                                        | 5-я группа                        | 6-я группа                                         |
| ---------------------------------------------------------- | --- | ------------------------------------------------------- | --------------------------------- | ----------------------------------------------------------------- | --------------------------------- | -------------------------------------------------- |
| Административное деление на конец XIX века                 | Южные алтайцы (алтайские калмыки) | Южные алтайцы (алтайские калмыки)                       | Южные алтайцы (алтайские калмыки) | Южные алтайцы (алтайские калмыки)                                 | Южные алтайцы (алтайские калмыки) | Северные алтайцы (черневые татары)                 |
| Административное деление на конец XIX века                 | 1-я и 2-я дючины | 3-я и 5-я дючины                                        | 4-я дючины                        | 6-я дючины, Первая и Вторая Чуйские Волости                       | 7-я дючины                        | Комляжская, Кергешская, Кузенская и Южская волости |
| Крупные сеоки, имевшие своего зайсана (башлык — сев. алт.) | Мундус кара, сары, тиберек (чеберек), болос, болочай, келегей, кочкар, чулум Кыпчак кара, сары, ак, тарга, jылан, котан, казак, сурас, тумат, кодончи, кундучи, кутус, jалчы, айат, шотон | Тодош кара, кыдат (манjы), туба, сары (очы), казак, jус | Иркит                             | Тёлёсы (Первая Чуйская Волость) Ак-Кöбöк (Вторая Чуйская Волость) | Майман                            | Комдош                                             |
| Малые сеоки, родственные или подчинявшиеся крупным         | |                                                         |                                   |                                                                   |                                   |                                                    |

### Численность
Численность алтайских родов в 1897 году, согласно данным Сергея Шевцова. Всего 25 882 человека.
1. Тодош — 2982
2. Кыпчак — 2117 + Тумат
3. Иркит — 2015
4. Майман — 1912
5. Тёлёс — 1799
6. Кёбёк —1604
7. Мундус — 1429
8. Тонжаан — 1106
9. Кергил — 1100
10. Комдош — 1038
11. Сагал — 934
12. Сойонг — 728
13. Дьус — 640
14. Чапты — 553
15. Тогус — 530
16. Очы — 582
17. Чагат — 514
18. Дьарык — 452
19. Кузен — 451
20. Байлагас — 403
21. Коболы — 355
22. Алмат — 332
23. Дьети Сары — 298
24. Тангды — 276
25. Улуп —275
26. Танжырак — 260
27. Оргончы — 256
28. Дьети Тас — 253
29. Дьабак — 246
30. Ара — 245
31. Тиберти — 228
32. Монгол — 208
33. Меркит — 171
34. Коожо — 139
35. Каал — 118
36. Чагандык −118